# 부파불교
부파불교(部派佛敎, 영어: early Buddhist schools)는 고타마 붓다가 반열반에 든 후 제자들 사이에 견해의 차이가 생겨 불멸 후 100년 경에 보수적인 상좌부(上座部)와 진보적인 대중부(大衆部)로 분열되고, 이어서 이 두 부파(部派: 종파)로부터 여러 갈래의 분열이 일어나 불교가 여러 부파로 나뉘면서 전개되었던 시대의 불교이다.
부파불교는 시기적으로는 원시불교(原始佛敎, pre-sectarian Buddhism) 이후의 시기를 뜻하는데, 대승불교가 서력 기원 전후에 발생한 후에도 부파불교의 부파들 중에는 대승불교의 종파들과 함께 시대적으로 나란히 활동했던 부파들이 있었다. 예를 들어 세친(316~396)은 부파불교의 설일체유부에서 대승불교의 유식유가행파로 전향하였다. 그가 설일체유부의 논사였을 때 저술하였던 《아비달마구사론》은 설일체유부의 교학의 강요서인데, 그는 부파불교의 경량부의 학설 등을 이용하여 비판적으로 설일체유부의 교학을 집대성하였다. 즉, 이 때까지도 부파불교의 부파들이 활발히 활동하고 있었으며, 또한 세친의 시대보다 200여년 후의 인물인 현장(玄奘: 602~664)의 《대당서역기》(大唐西域記)에 따르면 그가 인도로 유학을 갔을 때도 여전히 정량부(正量部, 산스크리트어: Saṃmitīya) 등의 부파불교의 부파들이 상당한 세력으로 존재하고 있었다.
고타마 붓다가 반열반에 든 후 그의 제자들은 스승의 인격에 의지하지 말고 스스로의 노력에 의지하라는 자등명(自燈明: 자신을 등불로 삼으라)과 남겨진 가르침(법)에 의지하라는 법등명(法燈明: 법을 등불로 삼으라)의 유훈에 따라 고타마 붓다가 남긴 교법을 결집하여 경장과 율장을 편찬하였다. 이 뿐만 아니라, 제자들은 그 교법(특히, 사성제)을 깊이 연구 해석하여 여러 경전들에 나오는 불교의 이론과 실천 양면을 망라하여 이들을 체계화한 방대한 논서(Abhidharma-sastra, 아비달마샤스트라)들을 작성하였는데, 이러한 이유로 부파불교를 한편으로는 아비달마불교(阿毘達磨佛敎)라고도 한다.
서력 기원 전후에 새로운 대승불교(大乘佛敎)가 일어나게 되자 대승불교도들은 그때까지의 부파불교를 소승불교(小乘佛敎)라고 폄하하여 칭하였다.

## 불교 전통 연표
| 연표: 불교 전통의 성립과 발전 (기원전 450년경부터 기원후 1300년경까지)                 |                         |          |                    |                          |                          |                          |                          |                          |               |               |               |
|                                                                                        |                         |          |                    |                          |                          |                          |                          |                          |               |               |               |
|                                                                                        | 450 BCE                 | 450 BCE  | 250 BCE            | 100 CE                   | 100 CE                   | 500 CE                   | 500 CE                   | 700 CE                   | 800 CE        | 800 CE        | 1200 CE       |
|                                                                                        |                         |          |                    |                          |                          |                          |                          |                          |               |               |               |
| 인도                                                                                   | 원시불교                |          |                    |                          |                          |                          |                          |                          |               |               |               |
| 인도                                                                                   | 원시불교                | 부파불교 | 부파불교           | 부파불교                 | 부파불교                 | 대승불교                 | 대승불교                 | 밀교·금강승              | 밀교·금강승   | 밀교·금강승   |               |
| 인도                                                                                   | 원시불교                | 부파불교 | 부파불교           | 부파불교                 | 부파불교                 |                          |                          |                          |               |               |               |
| 인도                                                                                   | 원시불교                |          |                    |                          |                          |                          |                          |                          |               |               |               |
| 인도                                                                                   | 원시불교                |          |                    |                          |                          |                          |                          |                          |               |               |               |
|                                                                                        |                         |          |                    |                          |                          |                          |                          |                          |               |               |               |
| 스리랑카 · 동남아시아                                                                  |                         |          | 상좌부 불교        | 상좌부 불교              |                          |                          |                          |                          |               |               |               |
| 스리랑카 · 동남아시아                                                                  |                         |          |                    |                          |                          |                          |                          |                          |               |               |               |
| 스리랑카 · 동남아시아                                                                  |                         |          |                    |                          |                          |                          |                          |                          |               |               |               |
|                                                                                        |                         |          |                    |                          |                          |                          |                          |                          |               |               |               |
| 중앙아시아                                                                             |                         |          | 그레코 불교        | 그레코 불교              | 그레코 불교              | 그레코 불교              |                          | 티베트 불교              | 티베트 불교   | 티베트 불교   | 티베트 불교   |
| 중앙아시아                                                                             |                         |          |                    |                          |                          |                          |                          | 티베트 불교              | 티베트 불교   | 티베트 불교   | 티베트 불교   |
| 중앙아시아                                                                             | 비단길을 통한 불교 전파 |          |                    |                          |                          |                          |                          | 티베트 불교              | 티베트 불교   | 티베트 불교   | 티베트 불교   |
|                                                                                        |                         |          |                    |                          |                          |                          |                          |                          |               |               |               |
| 동아시아 · 한·중·일                                                                    |                         |          |                    | 천태종 · 정토종 · 일련종 | 천태종 · 정토종 · 일련종 | 천태종 · 정토종 · 일련종 | 천태종 · 정토종 · 일련종 | 천태종 · 정토종 · 일련종 | 밀교 · 진언종 | 밀교 · 진언종 | 밀교 · 진언종 |
| 동아시아 · 한·중·일                                                                    |                         |          |                    | 천태종 · 정토종 · 일련종 | 천태종 · 정토종 · 일련종 | 천태종 · 정토종 · 일련종 | 천태종 · 정토종 · 일련종 | 천태종 · 정토종 · 일련종 |               |               |               |
|                                                                                        |                         |          |                    |                          |                          |                          |                          |                          |               |               |               |
|                                                                                        | 450 BCE                 | 450 BCE  | 250 BCE            | 100 CE                   | 100 CE                   | 500 CE                   | 500 CE                   | 700 CE                   | 800 CE        | 800 CE        | 1200 CE       |
| \| \| 범례: \| \| = 상좌부 불교 전통 \| \| = 대승불교 전통 \| \| = 밀교·금강승 전통 \| |                         |          |                    |                          |                          |                          |                          |                          |               |               |               |
|                                                                                        | 범례:                   |          | = 상좌부 불교 전통 |                          | = 대승불교 전통          |                          | = 밀교·금강승 전통       |                          |               |               |               |

## 역사

### 제1회 결집
고타마 붓다가 반열반에 든 후 다음 해에 마하가섭의 주재로 왕사성 밖의 칠엽굴(七葉窟)에서 제1회 결집이 열렸다. 아난(阿難)이 경(經)을 독송하고 우바리(優婆離)가 율(律)을 송출(誦出)하여, 원시불교의 기본 경전과 계율이 확립되었다. 아난이 독송한 경은 후대에 《아함경(阿含經)》이라고 불리게 되었다.
대중부의 전승에 따르면, 제1회의 칠엽굴(七葉窟)에서의 결집에 참여하지 못한 여러 승려들은 부루나(富樓那)의 주재로 굴외결집(窟外結集)이라는 것을 열어 이의를 제기하였는데, 이와 같이 불교 교단의 밑바닥에서는 신구의 두 경향이 대립하였다. 굴외결집에 의해 형성된 경전을 잡경(雜藏)이라 하였으며, 이 가운데는 대승 불교 경전의 전신(前身)이 된 《방광경(方廣經)》이 있었다는 주장도 있다.

### 제2회 결집과 근본 분열
고타마 붓다의 입멸 후 약 100년이 지나게 되자 계율에 대해 새로운 견해를 주장하는 비구들이 있어 논쟁이 일어났다. 스리랑카의 편년체 역사서이자 남방불교의 자료인 《도사(島史 · Dipavamsa)》와 《대사(大史 · Mahavamsa》에 따르면, 동부 비구 승단에 속한 와지족의 비구가 계율에 대한 새로운 열 가지 안("십사 · 十事")을 승인해 줄 것과 이에 따라 계율을 수정할 것을 주장하였다.
이에 인도 서부 마유라(摩偷羅)국의 비구였던 야사(耶舍)는 인도 동부와 서부의 700명의 장로(長老: 상좌 · 上座라고도 함)를 초청하여 바이샬리(Vaisali · 비사리 · 毗舍離)에서 제2회 결집을 열어 주로 율장(律藏)을 편집하고 교단의 통제에 힘을 기울였다.
제2회 결집은 칠백결집 또는 비사리 결집이라고도 한다. 제2회 결집에서 동부 비구 승단이 주장하는, 계율에 대한 열 가지 새로운 견해("십사 · 十事")가 잘못된 것이라는 결정이 내려졌다. 이것을 십사비법(十事非法)이라 부른다. 제2회 결집 당시에는 분열이 발생하지 않았으나, 남방불교에 대한 자료인《도사(島史 · Dipavamsa)》 등에 따르면, 그 후에 제2회 결집의 결정에 불복한 진보적인 동부 승단의 비구들이 1만명의 다수인을 모아 독자적인 결집을 열어 계율을 수정하였다. 이를 대결집(大結集)이라 부르는데 이들은 보수적인 상좌부(上座部)로부터 이탈하여 대중부(大衆部)를 형성하였다.
이와 같이 불교 교단은 계율에 대한 의견 차이에서 보수적인 상좌부(上座部, 산스크리트어: स्थविरवाद Sthaviravāda 스타비라바다, 팔리어: Theravāda 테라바다)와 진보적인 대중부(大衆部, 산스크리트어: महासांघिक Mahāsāṃghika 마하상기카)의 둘로 분열되었다. 이를 근본 분열(根本分裂) 또는 근본이부 분열(根本二部分裂)이라 하며 상좌부와 대중부를 근본이부(根本二部)라 한다. 근본 분열을 계기로 인도 불교는 부파불교의 시대로 들어가게 되었다.
한편, 근본 분열의 발생 계기에 대해서, 북방불교의 자료에서는 위에 기술된 남방불교의 내용과는 달리 다음과 같이 말하고 있다. 현대의 학자들은 남방불교의 자료가 사실인 것으로 보고 있다.
《이부종륜론(異部宗輪論)》을 포함한 북방불교의 자료들에 따르면, 불멸(佛滅) 후 100년경 아소카왕의 치세 때, 마하데바(Mahadeva · 대천 · 大天)라는 진보파 비구가 교의에 관한 다섯 가지의 새로운 안을 주장하며 그것을 승인해 줄 것을 교단에 요구하였는데, 이 다섯 가지 안을 대천오사(大天五事)라 한다. 대천오사에 찬성하는 진보파의 대중부(大衆部)와 이에 반대하는 보수파의 상좌부(上座部)로 양분되었다.

### 부파의 성립과 지말 분열
근본이부의 분열이 가져온 분열의 기운은 교리상의 견해, 지도자간의 대립, 지리적 조건 등으로 인하여 더욱 심화되어 붓다의 입멸 후 약 200년 뒤에는 대중부 계통으로부터, 그리고 그 뒤에 이어서 상좌부 계통으로부터 교단의 파생적인 분열이 촉진되었다. 이에 따라 서력 기원을 전후하는 시기에는 총 18-20개 정도의 부파가 형성되었다.
《이부종륜론(異部宗輪論)》 등의 북방불교의 자료에 따르면,
근본분열 후 약 200년 동안에 걸쳐 상좌부와 대중부 모두에서 부파적 분열이 거듭되어 총 18부로 나뉘었는데 이것을 지말분열(枝末分裂)이라 한다. 근본분열에 의한 근본이부와 지말분열에 의한 18부를 합하여 총 20부의 부파를 소승20부(小乘二十部)라 한다. 그 후 기원 전후에 새로운 대승불교(大乘佛敎)가 일어나게 되자 대승불교도들은 그때까지의 부파불교를 소승불교(小乘佛敎)라고 폄하하여 칭하였다.

## 부파불교의 부파들
부파불교 시대의 여러 갈래로 분열하는 모습과 파의 이름 그리고 분파의 수에 관하여는 여러 설이 있다. 대표적인 것으로는 남방불교의 설과 북방불교의 설이 있다. 스리랑카의 편년체 역사서인 《도사(島史, 팔리어: Dīpavamsa)》와 《대사(大史, 팔리어: Mahāvaṃsa)》에 기록된 남방불교의 설에 따르면 총 18부파로 분열되었다. 이에 비해 《이부종륜론(異部宗輪論)》 등의 북방불교의 설에 따르면 총 20부파로 분열되었으며, 이 계통에서는 소승20부(小乘二十部)라는 표현을 사용하고 있다. 남방불교와 북방불교의 설을 비교해보면 부파의 수도 다를 뿐만 아니라 어느 부파가 모체가 되어 분열되었는가에 대해서도 그 내용이 다르다. 이러한 이유로 현대 학자들은 두 설을 종합하고 다른 자료들을 보충하여 이들 두 전통적인 견해와는 다른 견해를 제출하기도 한다.
부파 발생의 주된 원인은 계율의 해석에 관한 학설 상의 차이에 있었지만, 학설보다는 지도적 장로(長老)를 중심으로 한 체제가 달랐거나 지리적으로 너무 떨어져 있었기 때문에 새로운 부파를 형성하는 일도 생겼다. 북방불교의 설에 따르면 대표적 부파로는 설일체유부(說一切有部) · 설산부(雪山部) · 독자부(犢子部) · 화지부(化地部) · 음광부(飮光部) · 경량부(經量部) 등이 존재하였다.

### 남방불교의 설
스리랑카의 편년체 역사서인 《도사》와 《대사》에 따르면 다음과 같이 총 18부파로 분열되었다.

#### 상좌부 계통
- 상좌부(上座部, Sthaviravāda) → 분별설부(分別說部, Vibhajjavāda) → 상좌부불교(上座部佛教, Theravāda, 테라바다)
  - 화지부(化地部, Mahīśāsaka) - 제1차 분열
    - 법장부(法藏部, Dharmaguptaka) - 제3차 분열
    - 설일체유부(說一切有部, Sarvāstivāda) - 제3차 분열
      - 음광부(飲光部, Kāśyapīya) - 제4차 분열
        - 설전부(說轉部, Sankrantika) - 제5차 분열
          - 설경부(說經部, Sautrāntika) - 제6차 분열

  - 독자부(犢子部, Vatsīputrīya) - 제1차 분열
    - 법상부(法上部, Dharmottarīya) - 제2차 분열
    - 현주부(賢冑部, Bhadrayānīya) - 제2차 분열
    - 밀림산부(密林山部, Sannāgarika) - 제2차 분열
    - 정량부(正量部, Saṃmitīya) - 제2차 분열

#### 대중부 계통
- 대중부(大眾部, Mahāsaṃghika)
  - 일설부(一說部, Ekavyahārikas) - 제1차 분열
  - 계윤부(雞胤部, Kaukutika) - 제1차 분열
    - 설가부(說假部, Prajñaptivāda) - 제2차 분열
    - 다문부(多聞部, Bahuśrutīya) - 제2차 분열

  - 제다부(制多部, Caitika) - 제3차 분열 (《도사》에 따른 것으로, 《대사》에 따르면 설가부와 다문부에서 기원한다.)

#### 기타 계통
위의 18부 외에 《도사》에서는 기원 즉 모체가 되는 부파가 불분명한 다음의 6개 부파를 언급하고 있다.
- 설산부(雪山部, Haimavata)
- 왕산부(王山部, Rajagiriya)
- 의성부(義成部, Siddhatthaka)
- 동산부(東山部, Pubbaseliya)
- 서산부(西山部, Aparaśaila)
- 서왕산부(西王山部, Apararajagirika)

### 북방불교의 설
부파의 분열에 대한 북방불교의 설의 주요 원천자료는 세우의 《이부종륜론》과 이것의 이역본들이다. 북방불교의 설에 따르면 총 20부파로 분열되었으며 이들을 소승20부(小乘二十部)라 한다.
일반적으로 소승20부로서는 상좌부 계통의 설일체유부(說一切有部) · 설산부(雪山部) · 독자부(犢子部) · 법상부(法上部) · 현주부(贅胄部) · 정량부(正量部) · 밀림산부(密林山部) · 화지부(化地部) · 법장부(法藏部) · 음광부(飮光部) · 경량부(輕量部)의 11부와 대중부 계통의 대중부(大衆部) · 일설부(一說部) · 설출세부(說出世部) · 계윤부(鷄胤部) · 다문부(多聞部) · 설가부(說假部) · 제다산부(制多山部) · 북산주부(北山住部)의 9부의 합계 20부를 든다. 이들의 성립 시기는 대략 서력기원 전후였을 것으로 여겨지고 있다.
소승20부의 분화도는 다음과 같다. 상좌부는 불멸 후 200년에서 400년 초에 걸쳐 본말(本末) 11부가 되었다. 대중부는 불멸 후 200년 말에는 본말(本末) 합쳐서 9부(九部)가 되었다.

#### 상좌부 계통
- 설산부(雪山部, Haimavata) - 제1차 분열: 불멸 후 300년 초(정통상좌부)
- 설일체유부(說一體有部, Sarvāstivāda) - 제1차 분열: 불멸 후 300년 초
  - 독자부(犢子部, Vatsīputrīya) - 제2차 분열: 불멸 후 300년 중반?
    - 법상부(法上部, Dharmottara) - 제3차 분열: 불멸 후 300년 중후반?
    - 현주부(賢冑部, Bhadrayānīya) - 제3차 분열: 불멸 후 300년 중후반?
    - 정량부(正量部, Sammitīya) - 제3차 분열: 불멸 후 300년 중후반?
    - 밀림산부(密林山部, Channagirika) - 제3차 분열: 불멸 후 300년 중후반?

  - 화지부(化地部, Mahisasaka) - 제4차 분열: 불멸 후 300년 후반?
    - 법장부(法藏部, Dharmaguptaka) - 제5차 분열: 불멸 후 300년 후반?

  - 음광부(飮光部, Kāśyapīya) - 제6차 분열: 불멸 후 300년 말
  - 경량부(經量部, Sautrāntika) - 제7차 분열: 불멸 후 400년 초

#### 대중부 계통
|                                |  |  |  |  |  |  |  | 제1차 분열: 불멸 후 200년 초 | 제1차 분열: 불멸 후 200년 초 | 제1차 분열: 불멸 후 200년 초 | 제1차 분열: 불멸 후 200년 초 | 제1차 분열: 불멸 후 200년 초 | 제1차 분열: 불멸 후 200년 초 |  |  | 일설부 · 설출세부 · 계윤부     | 일설부 · 설출세부 · 계윤부     | 일설부 · 설출세부 · 계윤부     | 일설부 · 설출세부 · 계윤부     | 일설부 · 설출세부 · 계윤부     | 일설부 · 설출세부 · 계윤부     |  |  |  |  |  |  |
|                                |  |  |  |  |  |  |  | 제1차 분열: 불멸 후 200년 초 | 제1차 분열: 불멸 후 200년 초 | 제1차 분열: 불멸 후 200년 초 | 제1차 분열: 불멸 후 200년 초 | 제1차 분열: 불멸 후 200년 초 | 제1차 분열: 불멸 후 200년 초 |  |  | 일설부 · 설출세부 · 계윤부     | 일설부 · 설출세부 · 계윤부     | 일설부 · 설출세부 · 계윤부     | 일설부 · 설출세부 · 계윤부     | 일설부 · 설출세부 · 계윤부     | 일설부 · 설출세부 · 계윤부     |  |  |  |  |  |  |
|                                |  |  |  |  |  |  |  |                              |                              |                              |                              |                              |                              |  |  |                                |                                |                                |                                |                                |                                |  |  |  |  |  |  |
|                                |  |  |  |  |  |  |  | 제2차 분열: 불멸 후 200년 중 | 제2차 분열: 불멸 후 200년 중 | 제2차 분열: 불멸 후 200년 중 | 제2차 분열: 불멸 후 200년 중 | 제2차 분열: 불멸 후 200년 중 | 제2차 분열: 불멸 후 200년 중 |  |  | 다문부                         | 다문부                         | 다문부                         | 다문부                         | 다문부                         | 다문부                         |  |  |  |  |  |  |
|                                |  |  |  |  |  |  |  | 제2차 분열: 불멸 후 200년 중 | 제2차 분열: 불멸 후 200년 중 | 제2차 분열: 불멸 후 200년 중 | 제2차 분열: 불멸 후 200년 중 | 제2차 분열: 불멸 후 200년 중 | 제2차 분열: 불멸 후 200년 중 |  |  | 다문부                         | 다문부                         | 다문부                         | 다문부                         | 다문부                         | 다문부                         |  |  |  |  |  |  |
| 대중부 근본분열: 불멸 후 100년 |  |  |  |  |  |  |  |                              |                              |                              |                              |                              |                              |  |  |                                |                                |                                |                                |                                |                                |  |  |  |  |  |  |
|                                |  |  |  |  |  |  |  |                              |                              |                              |                              |                              |                              |  |  |                                |                                |                                |                                |                                |                                |  |  |  |  |  |  |
|                                |  |  |  |  |  |  |  | 제3차 분열: 불멸 후 200년 중 | 제3차 분열: 불멸 후 200년 중 | 제3차 분열: 불멸 후 200년 중 | 제3차 분열: 불멸 후 200년 중 | 제3차 분열: 불멸 후 200년 중 | 제3차 분열: 불멸 후 200년 중 |  |  | 설가부                         | 설가부                         | 설가부                         | 설가부                         | 설가부                         | 설가부                         |  |  |  |  |  |  |
|                                |  |  |  |  |  |  |  | 제3차 분열: 불멸 후 200년 중 | 제3차 분열: 불멸 후 200년 중 | 제3차 분열: 불멸 후 200년 중 | 제3차 분열: 불멸 후 200년 중 | 제3차 분열: 불멸 후 200년 중 | 제3차 분열: 불멸 후 200년 중 |  |  | 설가부                         | 설가부                         | 설가부                         | 설가부                         | 설가부                         | 설가부                         |  |  |  |  |  |  |
|                                |  |  |  |  |  |  |  |                              |                              |                              |                              |                              |                              |  |  |                                |                                |                                |                                |                                |                                |  |  |  |  |  |  |
|                                |  |  |  |  |  |  |  | 제4차 분열: 불멸 후 200년 말 | 제4차 분열: 불멸 후 200년 말 | 제4차 분열: 불멸 후 200년 말 | 제4차 분열: 불멸 후 200년 말 | 제4차 분열: 불멸 후 200년 말 | 제4차 분열: 불멸 후 200년 말 |  |  | 제다산부 · 서산주부 · 북산주부 | 제다산부 · 서산주부 · 북산주부 | 제다산부 · 서산주부 · 북산주부 | 제다산부 · 서산주부 · 북산주부 | 제다산부 · 서산주부 · 북산주부 | 제다산부 · 서산주부 · 북산주부 |  |  |  |  |  |  |
|                                |  |  |  |  |  |  |  | 제4차 분열: 불멸 후 200년 말 | 제4차 분열: 불멸 후 200년 말 | 제4차 분열: 불멸 후 200년 말 | 제4차 분열: 불멸 후 200년 말 | 제4차 분열: 불멸 후 200년 말 | 제4차 분열: 불멸 후 200년 말 |  |  | 제다산부 · 서산주부 · 북산주부 | 제다산부 · 서산주부 · 북산주부 | 제다산부 · 서산주부 · 북산주부 | 제다산부 · 서산주부 · 북산주부 | 제다산부 · 서산주부 · 북산주부 | 제다산부 · 서산주부 · 북산주부 |  |  |  |  |  |  |

- 대중부(大衆部, Mahāsāṃghika) - 근본분열: 불멸 후 100년
  - 일설부(一說部, Ekavyāvahārika) - 제1차 분열: 불멸 후 200년 초
  - 설출세부(說出世部, Lokottaravāda) - 제1차 분열: 불멸 후 200년 초
  - 계윤부(鷄胤部, Gokulika) - 제1차 분열: 불멸 후 200년 초
  - 다문부(多聞部, Bahuśrutīya) - 제2차 분열: 불멸 후 200년 중
  - 설가부(說假部, Prajñaptivāda) - 제3차 분열: 불멸 후 200년 중
  - 제다산부(制多山部, Caitika) - 제4차 분열: 불멸 후 200년 말
  - 서산주부(西山住部, Aparaśaila) - 제4차 분열: 불멸 후 200년 말
  - 북산주부(北山住部, Uttaraśaila) - 제4차 분열: 불멸 후 200년 말

## 부파불교의 성격
부파불교 시대 동안, 각 부파는 고타마 붓다의 가르침을 정리 · 분류하고, 각기 독자적인 "경(經)"과 "율(律)"을 전하였다. 또한 이와 동시에 경과 율을 해석 · 연구하여 조직 체계화하는 학문을 발달시켰는데 이것을 아비달마(阿毘達磨: 對法 · 대법)라 하여 논(論)이라 불렀다. 이를 통해 부파불교는 불교 교의의 확립이라는 점에서 큰 공적을 남기는 역할을 하였다. 그러나 교의의 번잡화(煩雜化)와 불교의 학문화(學問化)는 불교가 종교로서의 생명을 잃게 하고 신앙을 고갈시켰으며, 새로운 불교개혁운동인 대승불교를 초래하는 결과를 낳았다.

## 참고 문헌
- 이 문서에는 다음커뮤니케이션(현 카카오)에서 GFDL 또는 CC-SA 라이선스로 배포한 글로벌 세계대백과사전의 내용을 기초로 작성된 글이 포함되어 있습니다.
- 세우보살조, 현장역. 《이부종륜론(異部宗輪論)》, 대정신수대장경, T49 No.2031. 2010년 12월 21일에 확인.

## 같이 보기
- 니카야 불교(영어판)